# Lalganj (Uttar Pradesh)
Lalganj – miasto w północnych Indiach w stanie Uttar Pradesh, na Nizinie Hindustańskiej.
Populacja miasta w 2001 roku wynosiła 21 135 mieszkańców.